# Luis Augusto García
Luis Augusto García Barragán (15 luglio 1950) è un allenatore di calcio ed ex calciatore colombiano, tecnico del Millonarios.

## Carriera

### Club
Giocò per Independiente Santa Fe, Millonarios e Deportes Tolima: nel 1971 vinse il campionato di calcio colombiano: si ritirò nel 1975.

### Nazionale
Giocò nel torneo Pre-Olimpico CONMEBOL del 1971 in vista di Monaco di Baviera 1972.

### Allenatore
Nel 1977 iniziò a lavorare con le giovanili del Millonarios, con il quale vinse il campionato riserve del 1980: nel 1985 debuttò come allenatore di una squadra di prima divisione con il Deportes Quindío: dopo due campionati vinti consecutivamente, venne contattato dalla Federazione calcistica della Colombia per guidare la Nazionale durante la Copa América 1991. Successivamente allenò il Deportes Quindío e l'Envigado, prima di passare alla guida dell'Independiente Medellín. In Costa Rica ha allenato il Deportivo Saprissa e in Perù lo Sporting Cristal. Nel 2000 è tornato ad allenare la Nazionale, con la quale partecipò alla Gold Cup.

## Palmarès

### Club

#### Competizioni nazionali
- Campionato colombiano: 1

Independiente Santa Fe: 1971

### Allenatore

#### Competizioni internazionali
- Coppa Merconorte: 1

Millonarios 2001

#### Competizioni nazionali
- Campionato colombiano: 4

Millonarios: 1987, 1988
América de Cali: 1996-1997
Deportes Tolima: 2003-II
- Campionato costaricano: 1

Saprissa: 1995-1996